# Crataegus populnea
Crataegus populnea — вид рослин із родини трояндових (Rosaceae).

## Біоморфологічна характеристика
Це кущ чи дерево заввишки 60 дм. Гілочки новорослі червонувато-зелені, голі, 1-річні червонувато-коричневі, іноді темні, старші середньо-сірі; колючки на гілочках вигнуті, 2-річні темно-чорнувато-червоні, ± блискучі, ± тонкі, 3–5 см. Листки: ніжки листків 2–4 см, голі, не залозисті чи рідко-залозисті; пластини ± яйцюваті, 4–7 см, часточки по 3–5 з боків, пазухи зазвичай неглибокі, верхівки часточок від гострих до загострених, краї сильно зрізані, верхівка загострена, адаксіальна поверхня від ± голої до притиснуто-волосистої в молодості, потім ± гола. Суцвіття 5–12-квіткові. Квітки в діаметрі 16–18 мм; чашолистки вузько-трикутні, 5–6 мм; пиляки від червоних до пурпурних. Яблука від червонувато-оранжевого до яскраво-червоного забарвлення, від ± округлих до довгастих, 8–11 мм у діаметрі; м'якуш жорсткий; плодових кісточок 3 чи 4. 2n = 68. Цвітіння: квітень і травень; плодоношення: вересень і жовтень.

## Середовище проживання
Зростає у пд.-сх. Канаді й пн.-сх. США — Мічиган, Нью-Йорк, Огайо, Онтаріо, Пенсильванія, Вірджинія, Західна Вірджинія, Вісконсин. Населяє чагарники й паркани; на висотах 10–400 метрів.